# Schloss Varenholz

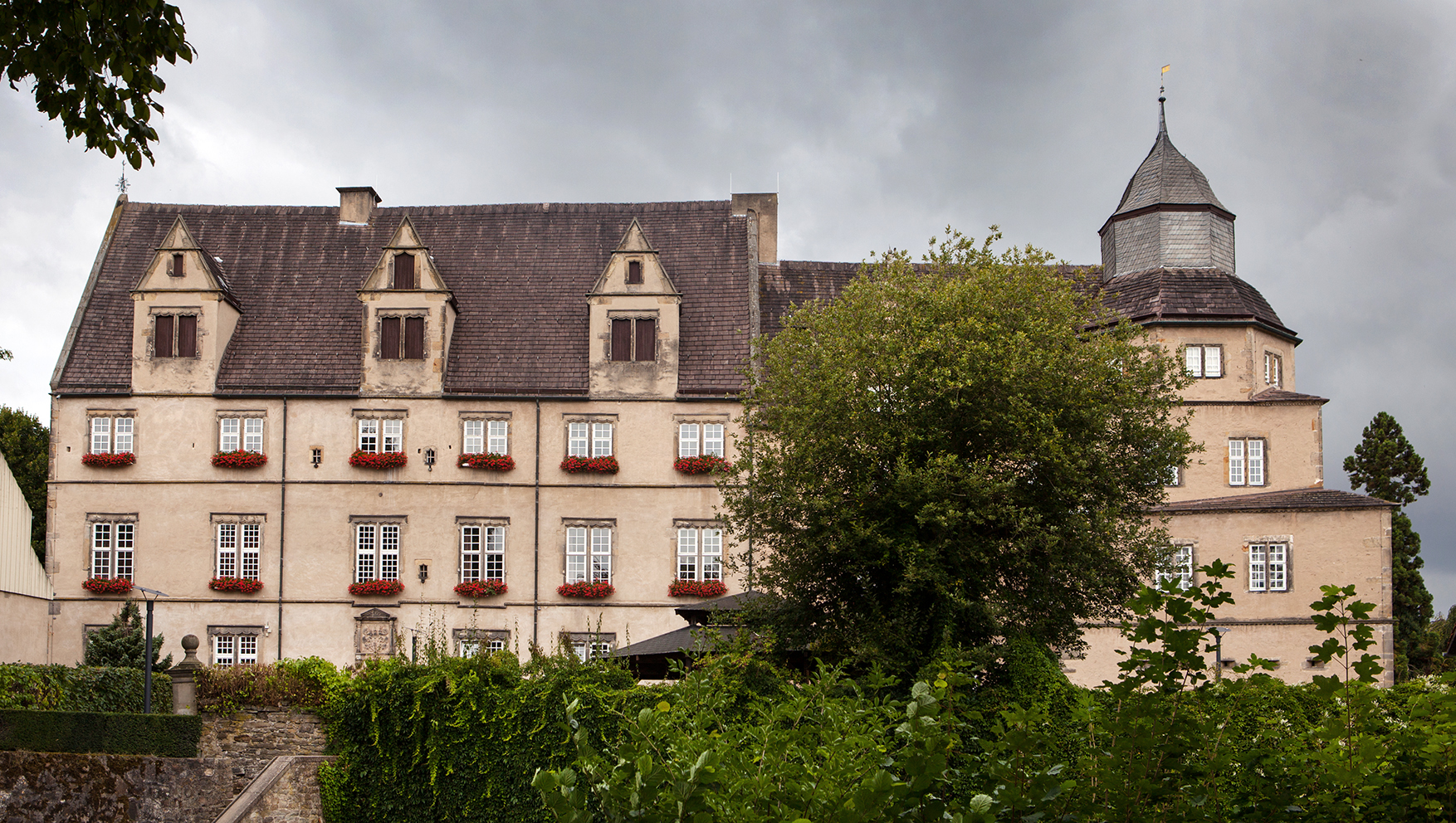
Schloss Varenholz, Ostseite

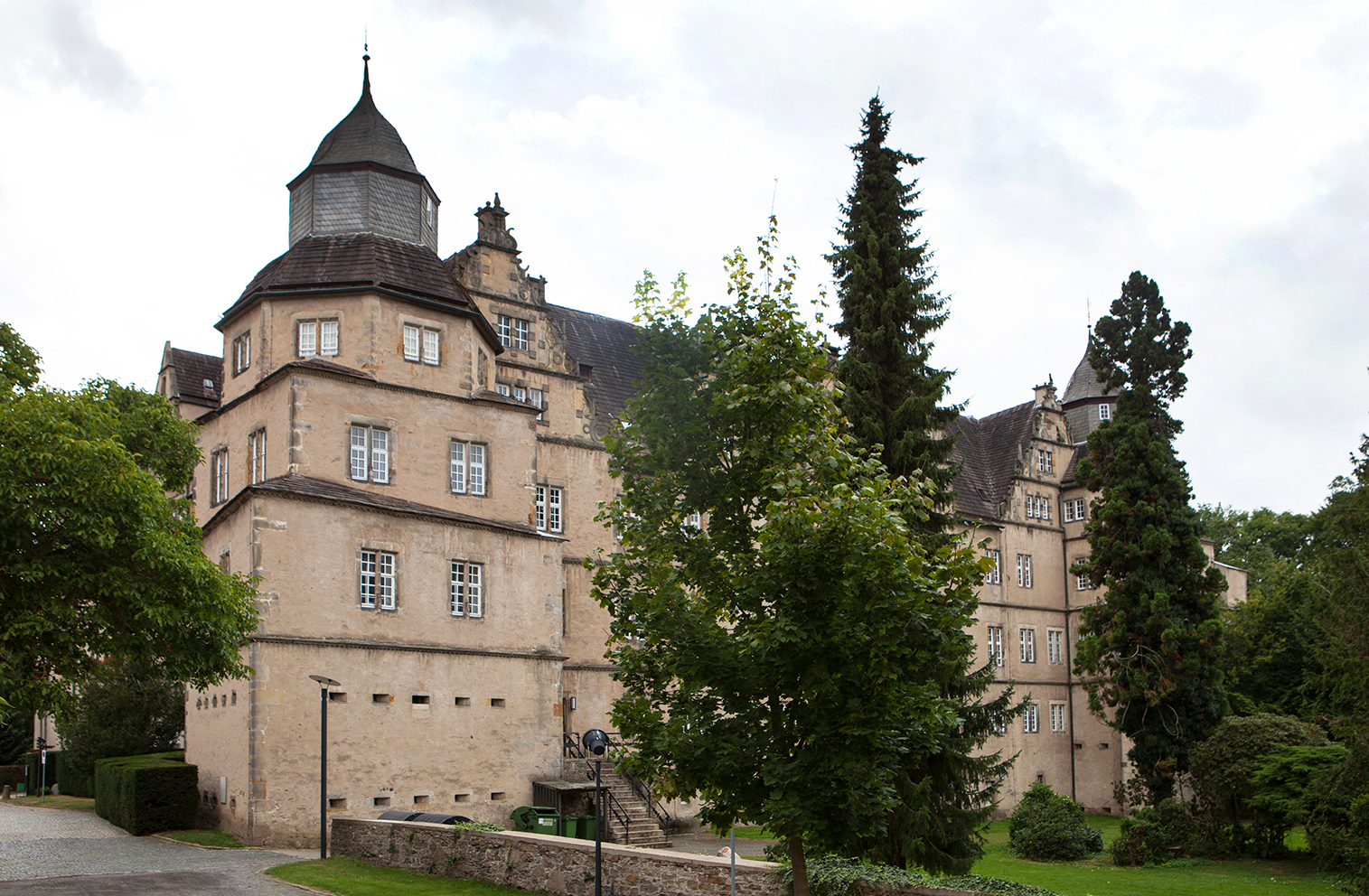
Schloss Varenholz, Ansicht von Nordosten

Schloss Varenholz ist ein Schloss im Stil der Weserrenaissance in der Gemeinde Kalletal im Kreis Lippe. In dem Schloss befindet sich heute eine Jugendhilfeeinrichtung.

## Lage
Das Schloss liegt in der Ortschaft Varenholz der Gemeinde Kalletal, südlich der Weser. Ursprünglich lag das Schloss direkt an der Weser, mittlerweile hat sich der Lauf des Flusses allerdings nach Norden verlagert. Von dem früheren Flussverlauf zeugt heute noch eine vierbogige Brücke aus Bruchsteinen, die die Jahreszahl 1753 trägt.
An der äußeren Ringmauer der Schlossanlagen befindet sich die Evangelisch-Reformierte Kirche Varenholz.  Der Kirchenbau besteht aus einem kreuzförmigen Saalbau mit flachgedecktem Schiff aus dem Jahr 1500, dem gewölbten Nordflügel aus dem 14. Jahrhundert und dem Südflügel mit Portal von 1839.
Südlich befindet sich die ursprünglich zum Schloss gehörige Domäne.

## Geschichte

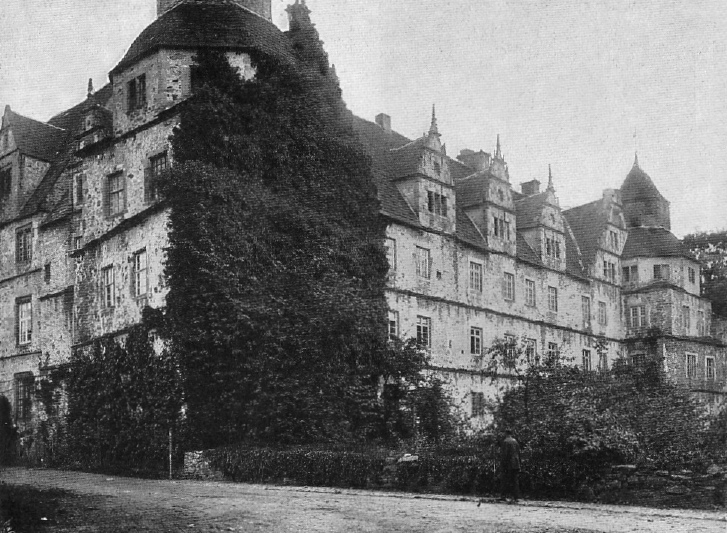
Schloss Varenholz vor 1909

Erstmals wurde im Jahr 1188 eine Burg erwähnt, die sich damals im Besitz der Herren Vornholte befand. 1323 erwarb Simon I. zur Lippe von den Herren von Varenholz die Burg und konnte so seinen Herrschaftsbereich im Norden bis an die Weser ausdehnen.
Die Baugeschichte der heutigen Schlossanlage reicht bis ins Jahr 1540 zurück. Zwischen 1591 und 1600 ließ Graf Simon VI. zu Lippe das Schloss zu einem der bedeutendsten Bauwerke der Weserrenaissance ausbauen.
Unter den Nationalsozialisten diente das Schloss als Schulungsstätte des Bund Deutscher Mädel (BDM). Von 1945 bis 1949 war die UFA Universum Filmgesellschaft in den Gebäuden untergebracht. Anschließend richtete die Pädagogin Elisabeth Engels in den Räumlichkeiten ein Internat ein.
Heute befindet sich das Schloss im Eigentum des Landesverbandes Lippe und beherbergt die Schloss Varenholz GmbH, eine Jugendhilfeeinrichtung.

## Privatschule Schloss Varenholz
Das Schloss Varenholz beherbergt die Sekundarschule „Schloss Varenholz, Jugendhilfeeinrichtung mit Privater Sekundarschule“, die von der Pädagogin Elisabeth Engels im Schloss Varenholz 1949 gegründet wurde und die damit den Grundstein für die heutige Jugendhilfeeinrichtung mit Privater Sekundarschule legte.
Im Oktober 1951 bekam Engels vom Kultusministerium des Landes Nordrhein-Westfalen die Erlaubnisurkunde zum Betrieb einer privaten Realschule für Jungen und Mädchen dort.
„Eine besondere natürliche Begabung macht eine besondere Leistung zur Pflicht“ – dieser Leitspruch war Elisabeth Engels innerer „Motor“. Ihr Ziel war eine Schule für möglichst breite Bevölkerungsschichten. Ihre Internatsschule sollte keine isolierte, elitäre Schulgemeinde jenseits der sozialen und gesellschaftlichen Bezüge und Realitäten werden.

## Sage der „Weißen Dame“
Der Legende nach soll in Varenholz bei klaren Vollmondnächten eine Weiße Dame als gutmütiger Geist schwangeren Frauen erschienen sein. Aus Urkunden ist bekannt, dass seinerzeit eine Hofdame mit Namen Katharina Gerstein auf dem Schloss lebte. Die Hofdame soll zehn Kinder gehabt haben und schön gewesen sein. Als ihr Ehemann aus politischen Gründen ins Exil gehen musste, sei sie spurlos verschwunden und nie mehr gesehen worden. Später trat sie als Geist in Erscheinung. Zum Teil wurde sie auch als Verkünderin bevorstehenden Unglücks geschildert.

## Orgel der Schlosskirche

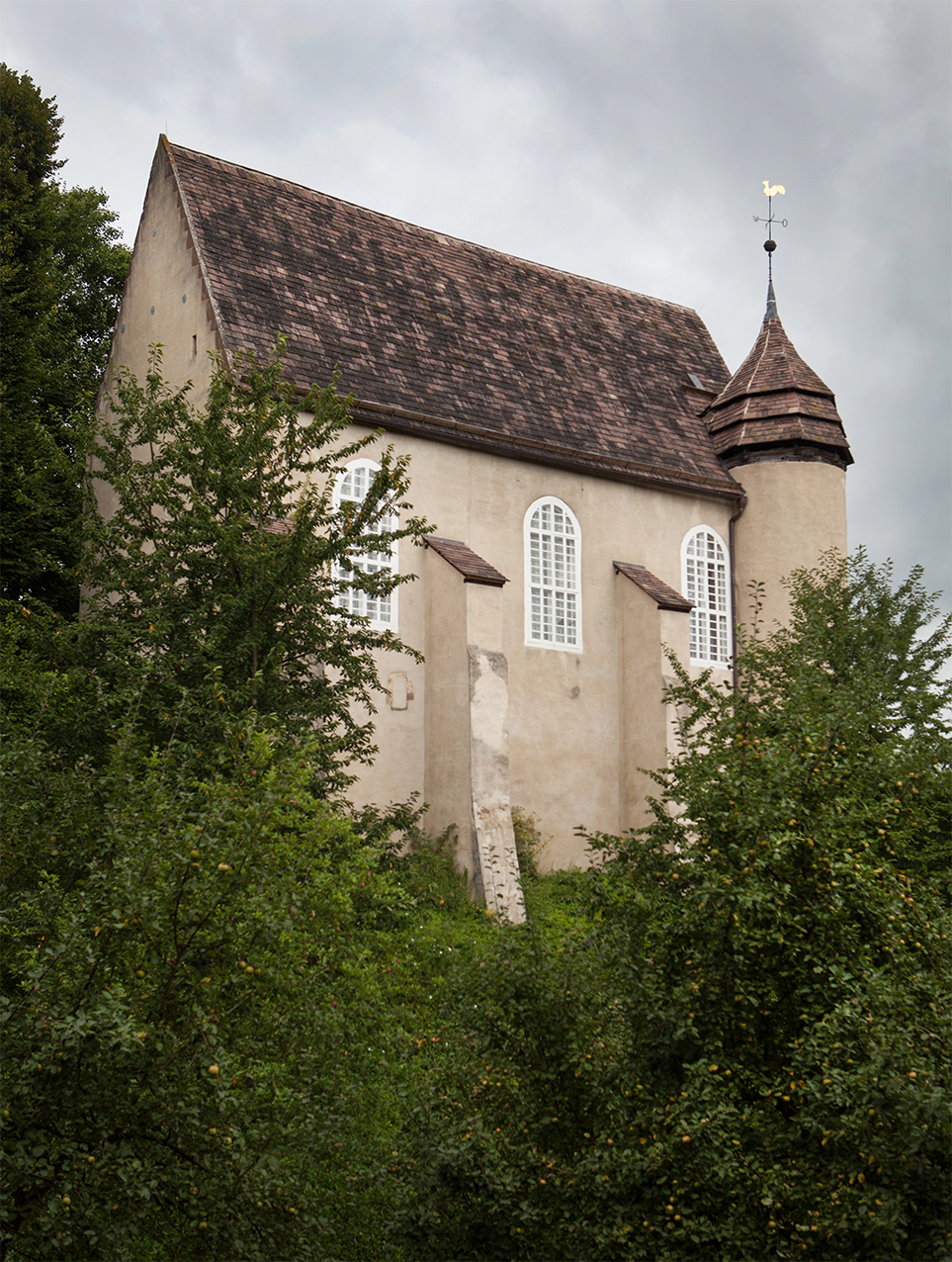
Schlosskirche

Die Orgel der Schlosskirche wurde 1748 von dem Orgelbauer Christian Klausing (Herford) als einmaliges Instrument mit 9 Registern und angehängtem Pedal erbaut. Das Instrument wurde 1840 um ein selbständiges Pedalwerk erweitert. Das Instrument hat heute 14 Register auf einem Manual und Pedal. Von der historischen Orgel sind das Gehäuse, die Windlade und sieben Register erhalten.
| I Manualwerk C,D–c3 |                 |       |
| 1.                  | Rohrflöte       | 8′    |
| 2.                  | Gedackt         | 8′    |
| 3.                  | Prinzipal       | 4′    |
| 4.                  | Spitzflöte      | 4′    |
| 5.                  | Quinte          | 2 ⁄3′ |
| 6.                  | Oktave          | 2′    |
| 7.                  | Mixtur IV       |       |
| 8.                  | Sesquialtera II |       |
| 9.                  | Trompete        | 8′    |

| Pedal C–d1 |                  |     |
| 10.        | Subbass          | 16′ |
| 11.        | Offenbass        | 8′  |
| 12.        | Pommer           | 4′  |
| 13.        | Labialkornett II |     |
| 14.        | Fagott           | 16′ |

- Koppeln: I/P